# Гудо-Вісконті
Гудо-Вісконті, Ґудо-Вісконті (італ. Gudo Visconti) — муніципалітет в Італії, у регіоні Ломбардія,  метрополійне місто Мілан.
Гудо-Вісконті розташоване на відстані близько 480 км на північний захід від Рима, 18 км на південний захід від Мілана.
Населення — 1711 осіб (2012).

## Демографія
Населення за роками:

Станом на 1 січня 2023 року в муніципалітеті офіційно проживав 51 іноземець з 19 країн, серед них 20 громадян країн Євросоюзу та 2 громадяни України.

## Сусідні муніципалітети
- Гаджано
- Моримондо
- Розате
- Вермеццо
- Цело-Сурригоне